# Der Perlenmacher von Madrid
Der Perlenmacher von Paris est un film allemand réalisé par Eberhard Frowein (de), sorti en 1921.

## Fiche technique
- Titre : Der Perlenmacher von Madrid
- Réalisation : Eberhard Frowein (de)
- Scénario : Emil Ferdinand Malkowsky
- Société de production : Cela-Film
- Cinématographie : Willy Großstück
- Direction artistique : Rudi Feld
- Pays d'origine :  République de Weimar
- Format : Noir et blanc - Muet

- Dates de sortie : République de Weimar : 1er juillet 1921

## Distribution
- Hermann Wlach
- Herma van Delden
- Maria Merlott
- Richard Kirsch
- Kurt Hänsel
- Eva Christa
- Lo Bergner
- Traute Berndt
- Walter von Allwoerden
- Richard Georg